# Elande

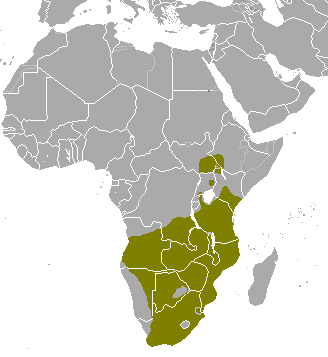
Distribuição do elande na África

O elande (Taurotragus oryx), também chamado, em línguas africanas de Moçambique, pacala ou tuca, com uma subespécie chamada em Angola de gunga, é uma espécie de bovino encontrado nas pradarias e savanas das regiões sul e do leste da África. 

## Denominação
O termo elande vem de Eland, palavra africanse originária do holandês, que por seu turno vem do alemão arcaico Elend e, supõe-se, do termo lituano antigo Ellenis, que significa veado.

## Classificação
O elande tem três subespécies:
- Elande-de-livingston (Taurotragus oryx livingstoni) – chamado, em português, gunga.[6]
- Elande-do-leste (Taurotragus oryx pattersonianus).
- Elande-do-sul  (Taurotragus oryx oryx).

## Aparência
É o maior antílope africano, chegando a pesar uma tonelada. Curiosamente, os chifres das fêmeas (ver dimorfismo sexual) são maiores que os dos machos. Apresenta cornos rectos com um perfil helicoidal e corpo semelhante os bovídeos, com cerca 1,90 m de altura.

## Hábitos
Ágeis, são capazes de pular 1,5 m de altura a partir de uma posição estacionária.